# Adolf Bäuerle
Adolf Bäuerle, de son vrai nom Johann Andreas Bäuerle (né le 9 avril 1786 à Vienne, mort le 20 septembre 1859 à Bâle) est un écrivain et éditeur autrichien.

## Biographie
Bäuerle fait ses débuts en 1802 avec le roman Sigmund der Stählerne, mais est rejeté. Après ses études à Vienne, Bäuerle obtient un poste de fonctionnaire de la cour.
À l'âge de dix-huit ans, Bäuerle fonde le Wiener Theaterzeitung en 1804. Il est le journal autrichien qui a la plus forte diffusion jusqu'en 1847. Entre 1808 et 1828, Bäuerle travaille à Vienne comme secrétaire au Théâtre de Leopoldstadt et favorisa le théâtre populaire. À partir de 1828, il travaille presque exclusivement dans la rédaction de son journal et engage le journaliste satirique Moritz Gottlieb Saphir.
Après la mort de sa première femme en 1828, il épouse l'actrice Katharina Ennöckl le 3 mai 1829, avec qui il avait déjà eu une relation plusieurs années auparavant.
En 1848, il fonda le magazine Die Geißel, qui joue un rôle important pendant l'année révolutionnaire. Les difficultés avec les autorités l'amènent à l'appeler Volksboten en décembre 1848. Ce journal devient plus tard le Wiener Telegraph.
Ce n'est qu'en 1852 qu'il publie son premier roman. Dans ses premiers travaux, il prend les pseudonymes J. H. Fels et Otto Horn. Son œuvre fonde un genre, le Wiener Lokalroman. En 1813, il crée dans Die Bürger in Wien le personnage du fabricant de parapluies Chrysostomus Staberl, avec lequel il remplace le bouffon et le Punch. Avec Josef Alois Gleich et Carl Meisl, Bäuerle fait partie des trois grands auteurs du Alt-Wiener Volkstheater avant Ferdinand Raimund.
Les conséquences juridiques de son implication dans la révolution de Mars le ruinent financièrement et bouleverse également sa santé. Lorsque Bäuerle craint également pour sa liberté, il se réfugie à Bâle le 17 juin 1859. Adolf Bäuerle y meurt trois mois plus tard dans la nuit du 19 au 20 septembre 1859. En 1869, les restes de Bäuerle sont exhumés et transférés de Bâle au caveau familial du château d'Alterlaa.

## Publications
- Kinder und Narren reden die Wahrheit, 1806
- Die Bürger in Wien, 1813
- Tankred, 1817
- Eipeldauer-Briefe, 1819–1821
- Doctor Fausts Mantel, Vienne 1820
- Aline oder Wien in einem anderen Weltteil, 1822
- Die Dame mit dem Todtenkopfe, roman, 1855
- Zahlheim. Ein Wiener Criminal-Roman, 1856
- Das eingemauerte Mädchen, Vienne 1857
- Memoiren. Erster Band. Lechner in Kommission, Vienne 1858

## Crédit d'auteurs
- (de) Cet article est partiellement ou en totalité issu de l’article de Wikipédia en allemand intitulé « Adolf Bäuerle » (voir la liste des auteurs).